# Gustav Larson
Erik Gustav Larson (nacido el 8 de julio de 1887 y muerto el 4 de julio de 1968)  fue un ingeniero sueco, cofundador de la marca de automóviles Volvo.
Maestro en Ingeniería Mecánica por el Instituto Real de Tecnología, fue vicepresidente y director técnico de Volvo en Gotemburgo, cuando se fundó la empresa en 1927. Trabajó para Volvo hasta su muerte en 1968.
Gustav Larson fue el responsable de diseñar el primer modelo de la empresa Volvo, el Volvo ÖV 4, presentado el 14 de abril de 1927.